# San José con el Niño Jesús (Capilla de San José)
San José con el Niño Jesús es una obra del Greco, y es el lienzo más importante del conjunto de Retablos de la Capilla de San José.

## Introducción
La representación de san José como un varón joven y fuerte responde a ideas aparecidas en el siglo XVI. Hasta entonces, este santo había sido pintado como un artesano de edad avanzada y su culto era poco relevante. De hecho, el maestro cretense lo había representado como una mera comparsa en obras como la Adoración de los Reyes Magos.
A partir del Concilio de Trento, tanto su figura como su culto cobraron mayor importancia, cambiando significativamente la imagen que de él se ofrecía. Según Mayer, el primero en plasmar por escrito las nuevas ideas sobre san José, fue Johannes Molanus —profesor de la Universidad Católica de Lovaina— quien en su libro De historia SS. imaginum et picturarum pro vero earum usu contra abusus (1570), aconsejaba representar a este santo: "juvenis, fortis et volens, qui potuerit industria et labore aetatis virginem defendere". En este sentido, también cabe destacar la contribución de Fray Alonso de Villegas quien, en su obra Flos sanctorum nuevo y historia general de la vida y hechos de Jesu Christo y de todos los santos de que reza y haze fiesta la Iglesia Catholica, (Zaragoza: Domingo de Protonariis,1580) —Reimpreso en Toledo en 1582— ofrecía una imagen juvenil y varonil de San José.

## Análisis de la obra
- Pintura al óleo sobre lienzo;
- Dimensiones: 289 x 147 cm;
- Datación: documentado en 1597-1599;
- Firmado con pequeñas letras griegas en cursiva, en el papel de la parte inferior izquierda: δομήνικος θεοτοκóπουλος ε'ποíει.[4]
- Consta con el n º. 15 en el catálogo razonado de Harold Wethey, especializado en el Greco.

La túnica azul y el manto amarillo de san José, así como el vestido rosa del Niño Jesús son particularmente hermosos. Los ángeles visten de color rojo, rosa y azul pálido. Este agitado grupo angélico, por sus audaces escorzos, recuerda al ángel que Tintoretto pinta en su San Marcos liberando al esclavo. El ángel central ofrece lirios a san José, otro sostiene un ramo de rosas, y un tercero le lleva una corona de laurel.
Según Álvarez Lopera, la figura del santo es una de las mejores creaciones del Greco, que lo representa como a un caminante, protector y guía del Niño Jesús. Vistiendo una túnica azul y un manto amarillo, san José figura un hombre de menos de cuarenta años, estilizado y monumental, que lleva un cayado en su mano derecha, mientras que con la izquierda cobija al Niño, cuya figura parece plenamente integrada en la suya. La composición de la pintura responde a la idea que la Iglesia de la Contrarreforma tenía del santo, y parece que el pintor se basó en las mencionadas indicaciones de Johannes Molanus para la iconografía de su figura.
En el paisaje del fondo se pueden ver las colinas que rodean a Toledo, y el perfil de la ciudad con algunos de sus monumentos característicos: el castillo de San Servando, el Puente de Alcántara, las murallas, la torre de la Catedral, y el Alcázar sin sus chapiteles, que todavía no se habían construido. El Greco coloca estos monumentos caprichosamente, y con una perspectiva poco probable, para dar mayor carácter y significado a la composición. Abajo y en primer plano, el pintor representa el menor terreno preciso para que los personajes asienten las plantas de sus pies, ya que lo único que desea destacar son las dos figuras y la vista del fondo.